# 訃報 2012年8月
訃報 2012年8月（ふほう 2012ねん8がつ）では、2012年8月に物故した、又は物故が報じられた人物についてまとめる。

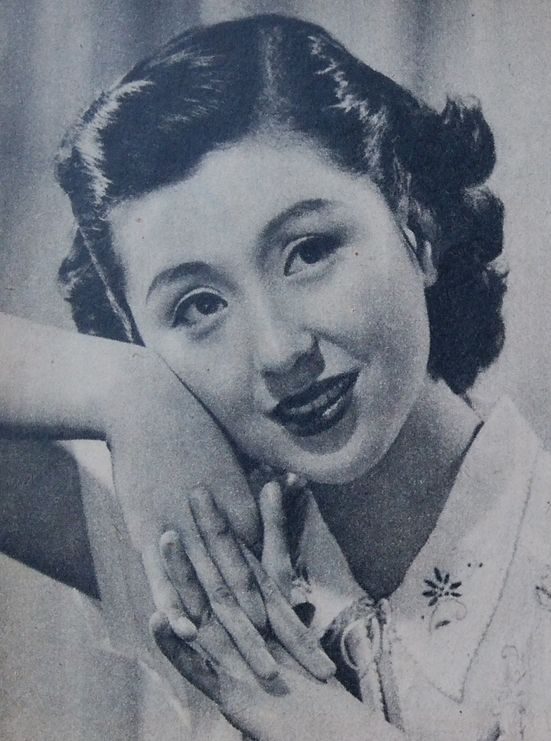
津島恵子／8月1日没

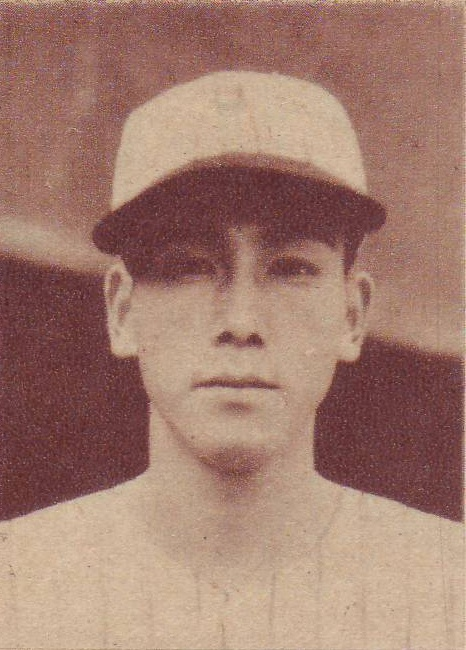
駒田桂二／8月1日没

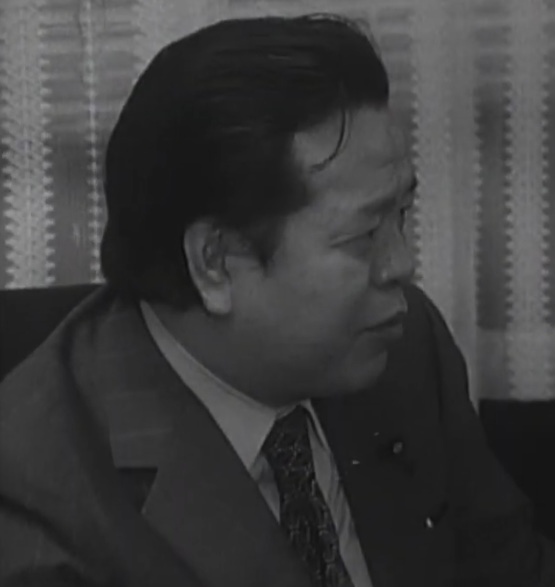
浜田幸一／8月5日没

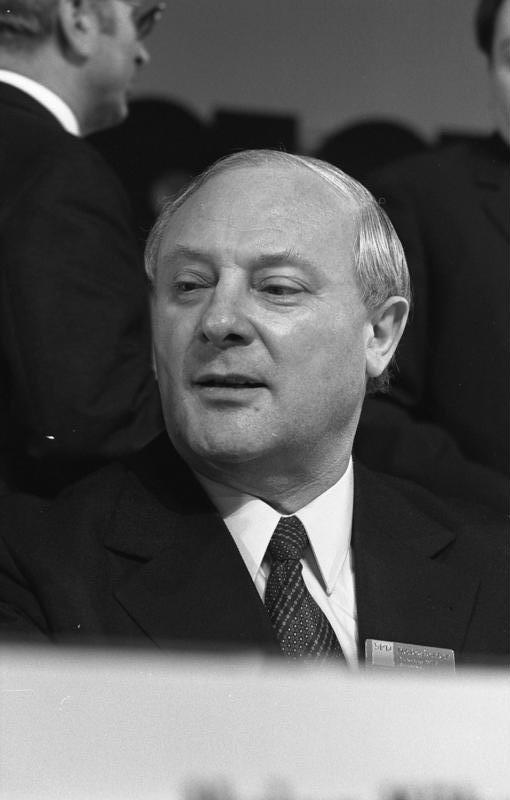
ゲオルク・レーバー／8月21日没

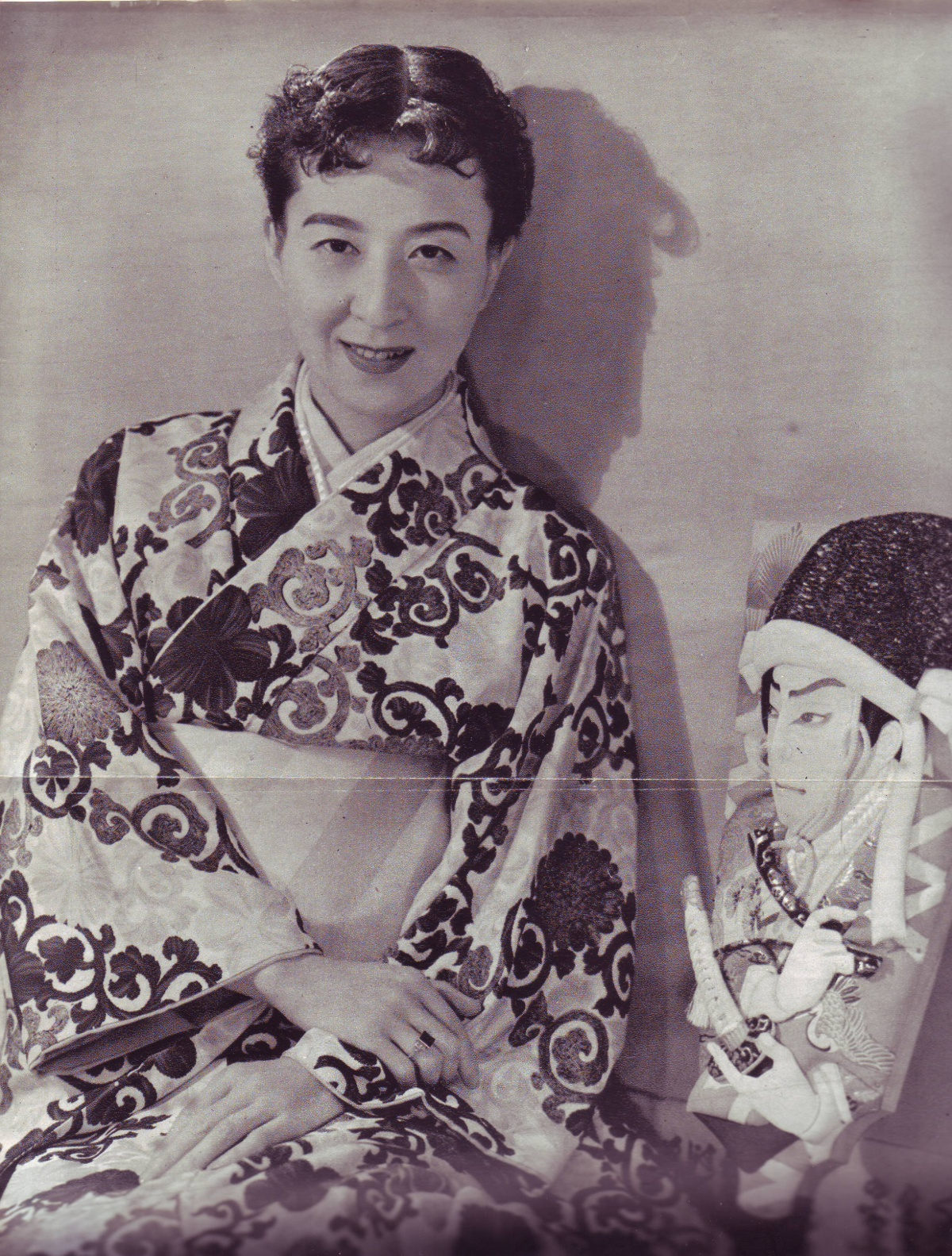
春日野八千代／8月29日没

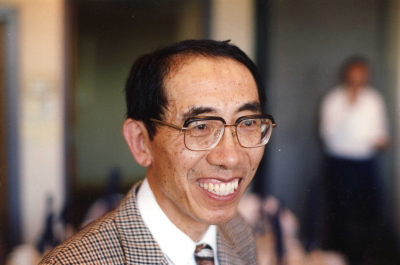
小林昭七／8月29日没

## 1日 - 15日
- 8月1日 - 津島恵子、日本の女優（* 1926年）[1]
- 8月1日 - 駒田桂二[2]、プロ野球選手（* 1926年）
- 8月1日 - 若松美黄、日本の舞踏家（* 1934年）[3]
- 8月1日 - アルド・マルデラ、イタリア出身の元サッカー選手【ACミラン所属】（* 1953年）[4]
- 8月2日 - ミハエラ・ウルスレアサ、ルーマニア共和国出身のピアニスト（* 1978年）[5]
- 8月3日 - 内海倫、日本の官僚、元防衛事務次官、元人事院総裁（* 1917年）[6]
- 8月3日 - 上山春平、日本の哲学者（* 1921年）[7]
- 8月3日 - マーチン・フライシュマン、イギリスの化学者、常温核融合を発表した電気化学者（* 1927年）[8]
- 8月4日 - アーニー・ライゼン、アメリカ合衆国の元プロバスケットボール選手、1998年バスケットボール殿堂入り（* 1924年）[9]
- 8月5日 - 浜田幸一、日本のタレント、元政治家、株式会社YAMATO名誉顧問、元衆議院議員【自由民主党所属】（* 1928年）[10]
- 8月5日 - 大橋照枝、日本の社会学者、麗澤大学客員教授（* 1941年）[11]
- 8月6日 - アルフレッド・ラヴェル、イギリスの電波天文学者（* 1913年）[12]
- 8月6日 - ルッジェーロ・リッチ、アメリカ合衆国のヴァイオリニスト（* 1918年）[13]
- 8月6日 - マーヴィン・ハムリッシュ、アメリカ合衆国の作曲家、1973年アカデミー作曲賞・アカデミー歌曲賞受賞者（* 1944年）[14]
- 8月6日 - リチャード・クラガン、アメリカ合衆国出身のバレエダンサー（* 1944年）[15]
- 8月6日 - 佐藤莞爾、日本の政治家、新潟県議会議員、元新潟県巻町長（* 1948年?）[16]
- 8月7日 - 平田耕也、日本の実業家、平田機工会長（* 1929年?）[17]
- 8月7日 - 渡辺隆根、日本の彫刻家、東京造形大学名誉教授（* 1939年?）[18]
- 8月8日（遺体発見） - 三宅菊子、日本のエッセイスト（* 1938年）[19]
- 8月9日 - ピョートル・フォメンコ（ロシア語版）、ロシア（旧ソ連）の舞台演出家（* 1932年）[20]
- 8月10日 - マドレイン・M・レイニンガー、アメリカ合衆国の看護学者（* 1925年）[21]
- 8月10日 - カルロ・ランバルディ、イタリア共和国の特殊効果アーティスト、1979年・1982年アカデミー視覚効果賞受賞者（* 1925年）[22]
- 8月10日 - フィリップ・ブガルスキー、フランス共和国出身の元ラリードライバー（* 1963年）[23]
- 8月11日 - 長谷部権次呂、日本の日本画家、日展会員（* 1922年?）[24]
- 8月11日 - ダンカン・ルース、アメリカ合衆国の科学者、カリフォルニア大学アーバイン校認知科学教授（* 1925年）[25]
- 8月11日 - レッド・バスチェン、アメリカ合衆国のプロレスラー（* 1931年）[26]
- 8月11日 - 稲葉光雄、日本の元プロ野球選手、野球指導者【中日ドラゴンズ、阪急ブレーブス所属】（* 1948年）[27]
- 8月11日 - カルロ・カーリー、アメリカ合衆国のオルガニスト（* 1952年）[28]
- 8月12日 - 朝比奈宗泉、日本の実業家、元浄智寺住職、元TBSプロデューサー（* 1923年?）[29]
- 8月12日 - 芦田行雄、日本の郷土史家（* 1924年?）[30]
- 8月12日 - マイケル・ドークス、アメリカ合衆国のプロボクサー（* 1958年）[31]
- 8月13日 - ジョニー・ペスキー、アメリカ合衆国の元プロ野球選手【ボストン・レッドソックス所属】（* 1919年）[32]
- 8月13日 - 祓川正敏、日本の元プロ野球選手【南海ホークス所属】（* 1939年）
- 8月14日 - フィリス・サクスター（英語版）、アメリカの女優（* 1921年）[33]
- 8月14日 - セルゲイ・カピッツァ（ロシア語版）、ロシア（旧ソ連）の物理学者、人口統計学者、ピョートル・カピッツァの息子（* 1928年）[34]
- 8月15日 - ハリイ・ハリスン、アメリカ合衆国のSF作家（* 1925年）[35]
- 8月15日 - 山野正登、日本の官僚、元科学技術事務次官、元宇宙開発事業団理事長（* 1925年）[36]
- 8月15日 - 飯田修一、日本の物理学者、東京大学名誉教授（* 1926年）[37]
- 8月15日 - 早瀬方禧、日本の元プロ野球選手【阪急ブレーブス所属】（* 1940年）[38]
- 8月15日 - 小川巧記、日本の実業家、イベントプロデューサー、コンセプト・ディレクター（* 1954年）[39]
- 8月15日 - ボブ・バーチェ（英語版）、アメリカ合衆国のミュージシャン、エルトン・ジョン・バンドのベース・ギター、ボーカル（* 1956年）[40]

## 16日 - 31日
- 8月16日 - 山内克巳、日本の政治家、元静岡県磐田市長（* 1912年?）[41]
- 8月16日 - ウィリアム・ウィンダム、アメリカ合衆国の俳優（* 1923年）[42]
- 8月16日 - 関口義明、日本の作詞家、日本作詩家協会理事、『あゝ上野駅』の作詞者（* 1940年）[43]
- 8月16日 - 張鉉奎（朝鮮語版）、大韓民国の元プロサッカー選手【大田シチズン所属】（* 1981年）[44]
- 8月17日 - 檀嘉次、日本の政治家、元京都府議会議長（* 1915年?）[45]
- 8月17日 - 清水彰、日本の俳優（* 1916年）[46]
- 8月17日 - 種田道雄、日本の能楽師【シテ方金剛流】（* 1924年）[47]
- 8月17日 - ヴェロニク・ペック、フランス共和国出身の元雑誌記者、パトロン、グレゴリー・ペックの元妻（* 1932年）[48]
- 8月17日 - 鍵田節哉、日本の政治家、元衆議院議員（* 1937年）[49]
- 8月17日 - パトリック・リカール、フランス共和国の実業家、ペルノ・リカール取締役会長（* 1945年）[50]
- 8月18日 - 松本大圓、日本の僧侶【北法相宗】大本山清水寺前貫主、前京都仏教会理事長（* 1922年?）[51]
- 8月18日 - 潮恒郎、日本の実業家、元三菱電機副社長（* 1925年?）[52]
- 8月18日 - スコット・マッケンジー、アメリカ合衆国のシンガーソングライター、『花のサンフランシスコ』を歌った歌手（* 1939年）[53]
- 8月19日 - トニー・スコット、イギリス出身の映画監督、映画プロデューサー、リドリー・スコットの弟（* 1944年）[54]
- 8月20日 - 水田稔、日本の政治家、元日本社会党衆議院議員（* 1925年）[55]
- 8月20日 - メレス・ゼナウィ、エチオピアの政治家、同国首相（* 1955年）[56]
- 8月20日 - 山本美香、日本のフリージャーナリスト【ジャパンプレス所属】（* 1967年）[57]
- 8月21日 - ゲオルク・レーバー、ドイツの政治家【ドイツ社会民主党所属】（* 1920年）[58]
- 8月21日 - 内藤武敏、日本の俳優、ナレーター（* 1926年）[59]
- 8月21日 - 志摩一郎、日本の自衛官、元航空自衛隊・航空総隊司令官、空将（* 1927年）[60]
- 8月21日 - 南安雄、日本の作曲家（* 1931年）[61]
- 8月21日 - ウィリアム・サーストン、アメリカ合衆国の数学者、1982年フィールズ賞受賞者（* 1946年）[62]
- 8月22日 - 単国璽、中華民国（台湾）のカトリック教会の聖職者、枢機卿（* 1923年）[63]
- 8月23日 - 成世光、中華民国（台湾）のカトリック台南教区の名誉司教（* 1915年）[64]
- 8月23日 - 羽根田整、日本の華道評論家（* 1932年?）[65]
- 8月24日 - 本野盛幸、日本の外交官、元フランス駐箚日本国特命全権大使（* 1924年）[66]
- 8月24日 - 小松英士郎、日本の実業家、クオラス副会長（* 1948年?）[67]
- 8月25日 - 長澤泰治、日本の実業家、NHK専務理事（* 1916年?）[68]
- 8月25日 - アンカーン・カンラヤーナポン、タイ王国の詩人（* 1926年）[69]
- 8月25日 - ニール・アームストロング、アメリカ合衆国の元宇宙飛行士、人類で最初に月面に立った人物（* 1930年）[70]
- 8月25日 - 岩崎隆夫、日本の実業家、クレハ社長（* 1948年?）[71]
- 8月26日 - レジナルド・バーソロミュー、アメリカ合衆国の外交官（* 1936年）[72]
- 8月27日 - 耿諄、中華人民共和国の農民、元国民党軍将校、花岡事件の指導者、同事件訴訟の元原告団長（* 1914年）[73]
- 8月27日 - マルコム・ブラウン、アメリカ合衆国のジャーナリスト、写真家、1964年ピューリッツァー賞受賞者（* 1931年）[74]
- 8月27日 - 横森良造、日本のアコーディオン奏者（* 1933年）[75]
- 8月29日 - 春日野八千代、日本の女優、宝塚歌劇団17期生、劇団名誉理事（* 1915年）[76]
- 8月29日 - 藤井和郎、日本の実業家、不二家社長、日本フードサービス協会初代会長（* 1919年?）[77]
- 8月29日 - 小林昭七、日本の数学者、カリフォルニア大学バークレー校名誉教授（* 1932年）[78]
- 8月29日 - セルゲイ・オフチニコフ、ロシア連邦のバレーボール指導者、バレーボールロシア女子代表監督（* 1969年）[79]
- 8月30日 - 笹原壮介、日本の実業家、東北放送代表取締役（* 1931年?）[80]
- 8月30日 - 相沢武彦[81]、日本の政治家、元公明党参議院議員（* 1934年?）[82]
- 8月31日 - セルゲイ・ソコロフ、ロシア（旧ソ連）の軍人、政治家、ソ連邦元帥、元ソ連国防相（* 1911年）[83]
- 8月31日 - カルロ・マリア・マルティーニ（イタリア語版）、イタリア共和国の聖職者、枢機卿、元ミラノ大司教（イタリア語版）（* 1927年）[84]
- 8月31日 - 赤座憲久、日本の児童文学者（* 1927年）[85]